# Alfredo Ramúa
Alfredo Sebastián Ramúa Urquiza, né le 4 septembre 1986 à Villa Gobernador Gálvez (en) dans la province de Santa Fe (Argentine), est un footballeur argentin naturalisé péruvien depuis 2021. 
Surnommé El Chapu Ramúa, il joue au poste de milieu offensif. Il est considéré comme l'une des idoles du Cusco FC.

## Biographie
Formé au Newell's Old Boys, Alfredo Ramúa commence sa carrière en 2007 chez les amateurs de Real Arroyo Seco. En 2008, on le retrouve en 2e division argentine au CA Aldosivi. 
En 2010, il s'expatrie au Pérou, au CNI d'Iquitos. Entre 2011 et 2012, il poursuit sa carrière en Équateur en jouant successivement pour le CD Olmedo et le CD Técnico Universitario. Enfin, il recale à l'Aragua FC, au Venezuela, en 2012. 
Il revient au Pérou en 2013 et s'enrôle au Real Garcilaso. Il y reste trois saisons avant de passer au Sporting Cristal, club où il est sacré champion du Pérou en 2016. Il revient au Real Garcilaso en 2017 et s'octroie le titre de champion de 2e division en 2022. En mai 2023, il rejoint le Cienciano del Cusco. 
Au cours de sa carrière, Alfredo Ramúa a l'occasion de jouer 26 matchs de Copa Libertadores (quatre buts inscrits) et deux matchs de Copa Sudamericana (aucun but).

## Palmarès

### Collectif
| Sporting Cristal - Championnat du Pérou (1) : - Champion : 2016. |  | Cusco FC (ex Real Garcilaso) - Championnat du Pérou : - Vice-champion : 2013 et 2017. - Championnat du Pérou D2 (1) : - Champion : 2022. |

### Individuel
- Meilleur buteur de l'histoire du Cusco FC (59 buts)[8].